# Billy the Krill
Billy the Krill es una serie de televisión animada de Uruguay producida por Coyote Sociedad Animada y emitida en TNU en el 2017.

## Argumento
La trama sigue la historia de Billy, un kril que quiere cambiar su destino y el de su especie al demostrarle al mundo que su especie no está penúltima en la escala de los seres vivos de la Antártida y además pretende conquistar esa región.
Esta serie fue producida como un producto multimedios interactivo dedicado al público menor de edad y a los adultos como entretenimiento de familia con fines educativos, educando de forma humorística sobre la ciencia en la Antártida.

## Personajes
- Billy, el kril protagonista principal de la serie.[1]
- Washington García, empleado ferroviario que por cuestiones burocráticas termina en la Base Antártica General Artigas.[1]
- Aquiles, el hámster de Washington García.[1]

## Producción
El personaje fue creado en el 2006 por Mariana López, entonces estudiante de Animation Campus, como proyecto final de carrera de diseño de personaje de animación.
La empresa productora Coyote Sociedad Animada desde esta fecha comenzó —sin éxito— a buscar financiamiento para elaborar la serie. Recién a partir de 2013 ganó un concurso de la Dirección Nacional de Comunicaciones del Ministerio de Industria, Energía y Minería para obtener financiamiento para proyectos audiovisuales educativos dirigidos a los niños, obteniendo 1,5 millones de pesos uruguayos, debiendo modificarse el proyecto inicial para pasar de 13 episodios de 11 minutos a 4 episodios de cinco minutos y con un perfil educativo y multimedios, con posibilidad de volcarlo al Plan Ceibal. Posteriormente obtuvieron fondos de la Intendencia de Montevideo de $450000 y otro por U$S30000. La productora puso de sus fondos $500000.
La producción de esta serie le tomó a la productora liderada por Enrique Pereira y Ricardo Pisano un proceso de 10 años. Fue ideada y dirigida por Ricardo Pisano que también se encargó del diseño de arte y de personajes. La producción ejecutiva estuvo además del propio Pisano, a cargo de Irene Goncalvez y de Enrique Pereira, este último también encargado de la postproducción. Escribieron el guion Fernando Schmidt junto con Ricardo Pisano. Martín Ariosa compuso la banda sonora y este junto con Bruno Boselli, Gastón Otero y Ricardo Pisano —también como letrista— se encargaron de la musicalización. Alvar Carranza y Richard Fariña fueron los asesores educativos y científicos.
Además de la animación, el proyecto incluyó un «diálogo multiplataforma» a través de las redes sociales como una campaña de expectativa, y una futura aplicación para móviles.

## Emisión
La serie de 4 episodios comenzó a emitirse el 25 de septiembre de 2017 en el bloque de programación infantil del canal TNU «El Canal de los Niños» que se emite de lunes a viernes a las 10:30 y 17:00 y sábados y domingos a las 8:30 y 15:30.